# 加上説
加上説（かじょうせつ）は、古代神話や宗教を解釈する仮説のひとつ。
江戸時代の町人学者の富永仲基や、富永仲基を再評価した内藤湖南、および中国の疑古派の顧頡剛などが説いた。顧頡剛の学説については、層累地造成説（层累地造成说）ともいう。

## 概要
後代に生まれた説話はその発展の歴史過程で、先発の説話より古い時代にそのルーツを求めて取り入れ加えられていき、複雑さを増していくものだという学説。古い神々ほど、後の世に新しく上に重ねられる傾向をもつとしている。
いわば神話における加上説とは、主流派となる氏族の祭祀を続けつつ、置き場が無くなった非主流氏族の神を古い時代にあったものとして組み入れたものが古代神話に残っているという仮説である。古代、小規模の氏族集団が多数並存していた状態から国家規模の政権が形成されるに至る過程において、征服や隷属以外にもさまざまな統合の形態があったと推測される。その中で、同盟に近い形で統合が行われるケースでは、それぞれの氏族集団が信奉する神を尊重しながら祭祀を継承する必要があった。
中国神話上の時系列に従えば天地開闢の時に盤古があり、三皇五帝を経て歴史時代である夏殷周三代へと至ることになるが、顧頡剛は、周代に最古の人とみなされていたのは禹であり、春秋時代に堯・舜、戦国時代に黄帝・神農、秦代に三皇、漢代以降に盤古が加えられたものとした。
富永仲基が1745年に刊行した『出定後語』において説いた加上説のうち、仏教についての大乗非仏説（異部加上）は、その後の日本仏教学界にも影響を与えた。富永仲基は自身が提唱した加上説の考えに基づき、釈迦の所説は先行する諸学説に加上されたものであり、またその釈迦の所説に対しても後に諸説が次々と加上されていったなどの説を主張した。
富永仲基が大阪の懐徳堂において加上説を生んだ背景には、激しい市場変動が挙げられる（後述書）。固定した秩序社会に生きる武士階級の知識人および朱子学者は、社会的格式を不変のものと考えやすかったが、激しい市場変動や流通の動きの中で生活する町人階級には、社会や事物の変化を客観的に見ていくという自由な考え方が養われており、柔軟な即物的な空気が反映されていたといえる。
小説家の陳舜臣は、「古いものほど新しい」という表現を用いて加上説を解説している。